# Únějovice
Únějovice település Csehországban, a Domažlicei járásban. Únějovice Kanice, Všepadly, Koloveč, Chocomyšl és Chudenice településekkel határos. Lakosainak száma 105 fő (2024. január 1.).

## Népesség
A település lakosságának változását az alábbi diagram mutatja:
| Lakosok száma | 284  | 286  | 273  | 190  | 100  | 76   | 112  | 113  | 106  | 105  |
|               | 1869 | 1890 | 1921 | 1950 | 1980 | 2001 | 2017 | 2019 | 2022 | 2024 |